# Luis Alves
Pour les articles homonymes, voir Luís Alves et Alves (homonymie).
Luis Alves est une ville brésilienne de l'État de Santa Catarina.

## Démographie
Selon une étude menée en 2010, la ville contiendrait 10 449 habitants pour une surface de 260 km². La densité y est donc de 40 hab./km².

## Généralités
La nature est omniprésente dans les paysages de la ville, lui valant le surnom de « paradis vert de la vallée » (paraíso verde do vale en portugais). Luis Alves est le second producteur de bananes de l'État. Son climat est tempéré chaud, avec des températures moyennes entre 16 °C et 28 °C. Son nom lui vient d'un colonisateur de la région, de même que pour la rivière homonyme, le rio Luís Alves.

## Géographie
Luis Alves se situe à une latitude de 26° 43′ 14″ sud et à une longitude de 48° 55′ 58″ ouest, à une altitude de 70 mètres.
Sa population était de 10 449 habitants au recensement de 2010. La municipalité s'étend sur 260 km2.
Elle fait partie de la microrégion de Blumenau, dans la mésorégion de la Vallée du rio Itajaí.

## Histoire
La colonisation de Luis Alves commence autour de 1870 avec l'arrivée des premiers colonisateurs italiens. Elle devient une municipalité à part entière le 18 juillet 1958.

## Villes voisines
Luis Alves est voisine des municipalités (municípios) suivantes :
- São João do Itaperiú
- Barra Velha
- Balneário Piçarras
- Navegantes
- Ilhota
- Gaspar
- Massaranduba